# کبوتر رمیده
کبوتر رمیده یا کبوتر شهری (خیابانی) (نام علمی: Columba livia f. domestica) به کبوترهایی گفته می‌شود از حالت اهلی درآمده و به صورت وحشی زندگی می‌کنند. کبوترهای اهلی نوعی اهلی کبوتر چاهی هستند که در مناطق کوهستانی و صخره‌های ساحلی زندگی می‌کند. کبوتر اهلی، کبوتر چاهی و کبوتر رمیده همگی از یک گونه هستند و به راحتی می‌توانند با یکدیگر تولید نسل کنند. در مناطقی که کبوتر چاهی وجود دارد کبوترهای رمیده اغلب با آن‌ها مخلوط می‌شوند و جوامعی از کبوترهای دورگه اهلی و وحشی در شهرها و باغ وحش ها دیده می‌شود.
کبوترهای رمیده اغلب به جای صخره‌ها از لبه‌های ساختمان‌ها برای لانه‌سازی بهره می‌برند و خود را با زندگی در محیطهای شهری سازگار کرده‌اند. در اغلب شهرها جمعیت آن‌ها محدود است اما در برخی نقاط جمعیت آن‌ها به قدری افزایش یافته که به یک آفت تبدیل شده‌اند.

## میادین
کبوتران چاهی خیابانی در برخی از میادین در اروپا مثل میدان سن مارکو در ونیز و میدان ترافالگار در لندن به وفور دیده می‌شوند.

## جریمه و زندان
در کشور بریتانیا کشتن یک کبوتر از جمله کبوتر چاهی خیابانی بدون دریافت مجوز ۵۰۰۰ پوند جریمه و ۶ ماه زندانی دارد.